# Mangua kapiti
Mangua kapiti är en spindelart som beskrevs av Forster 1990. Mangua kapiti ingår i släktet Mangua och familjen Synotaxidae. Inga underarter finns listade i Catalogue of Life.